# Åbyån, Haninge

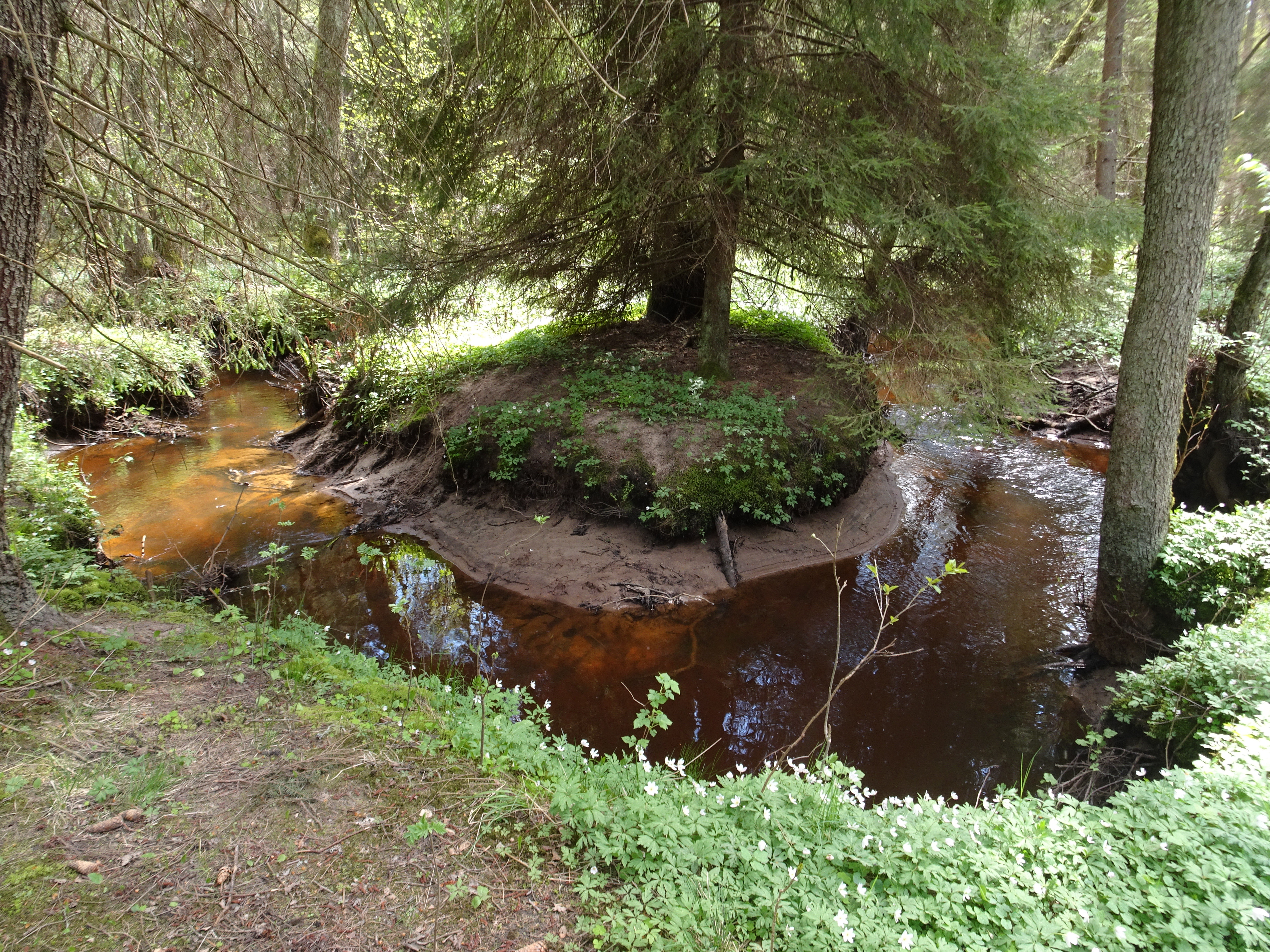
Åslinga i Gullringskärret maj 2021.

Åbyån är ett vattendrag i Haninge kommun, Stockholms län.

## Beskrivning
Åbyån har sin källa vid Dåntorp, strax väster om Jordbro industriområde. Ån rinner sedan söderut längs med industriområdet, där den tidigare blev hårt belastat av föroreningar. Idag uppges ”kemisk och kvantitativ status” inom Jordbromalm som god.
Vid det gamla Västerhaninges prästbostället, Åby gård (”byn vid ån”) svänger vattendraget i en kraftig krök mot öster och sträcker sig sedan med ett stort antal meander genom Gullringskärrets naturreservat. Flera äldre men numera avsnörda åslingor finns i området. Ån är här djupt nederoderad och bidrar till höga upplevelsevärden. Vid Gullringsvägen lämnar ån naturreservatet mot öster. 
Fram till denna plats har den runnit genom skogsmark, men där den fortsätter åt nordost övergår terrängen i mera flack mark, och ån är delvis uträtad i ett rakt dike. Enligt äldre kartor utgjordes terrängen av ängsmark med mindre åkertegar och senare av åkermark och åker-skog. Vid Kalvsvik passerar Åbyån under motorvägen (Nynäsvägen riksväg 73) och svänger mot sydost. Här förenar sig Åbyån med Husbyån som i sin tur mynnar ut i Blista fjärd i Östersjön.

## Galleri

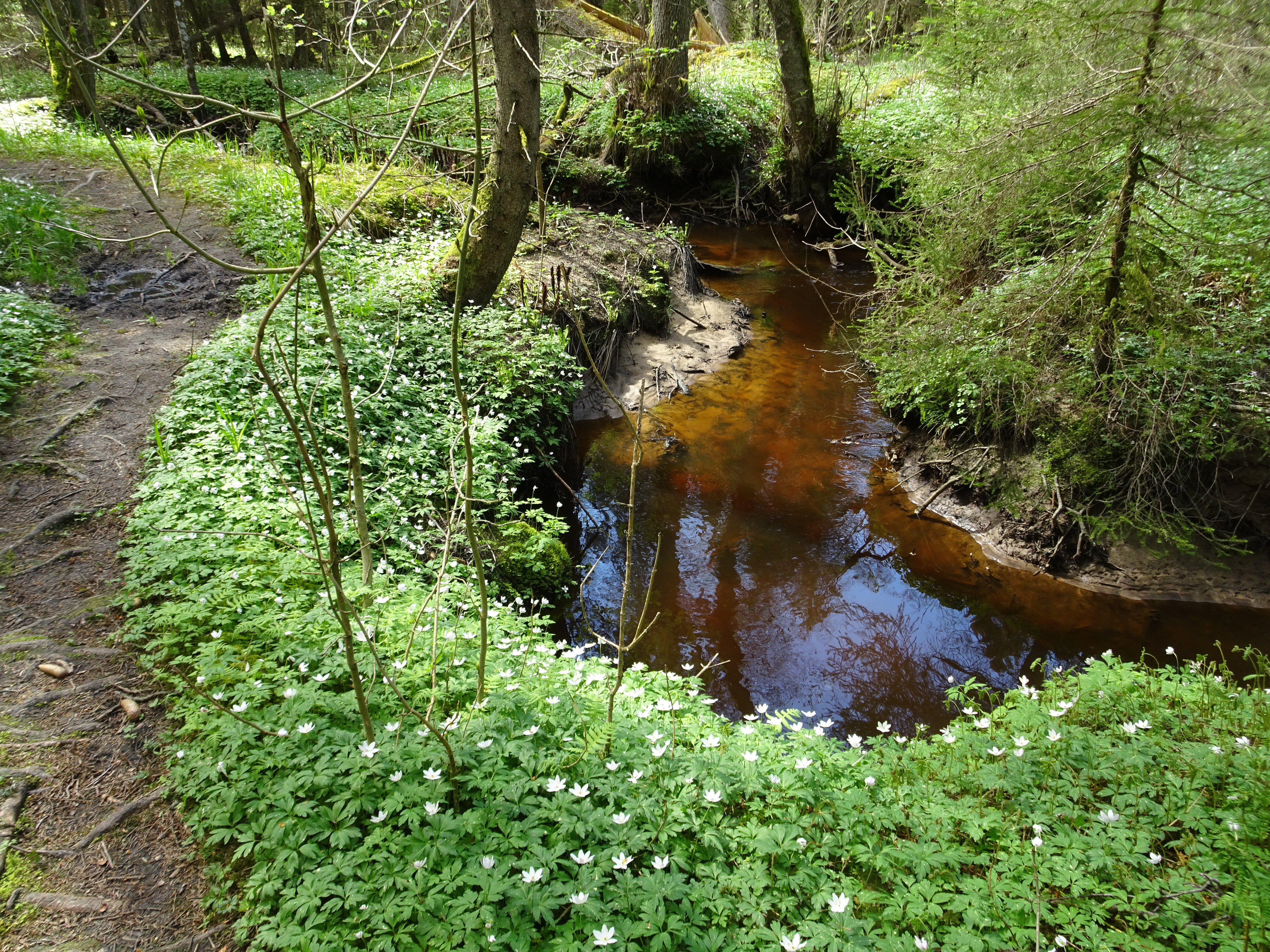
I Gullringskärrets naturreservat.
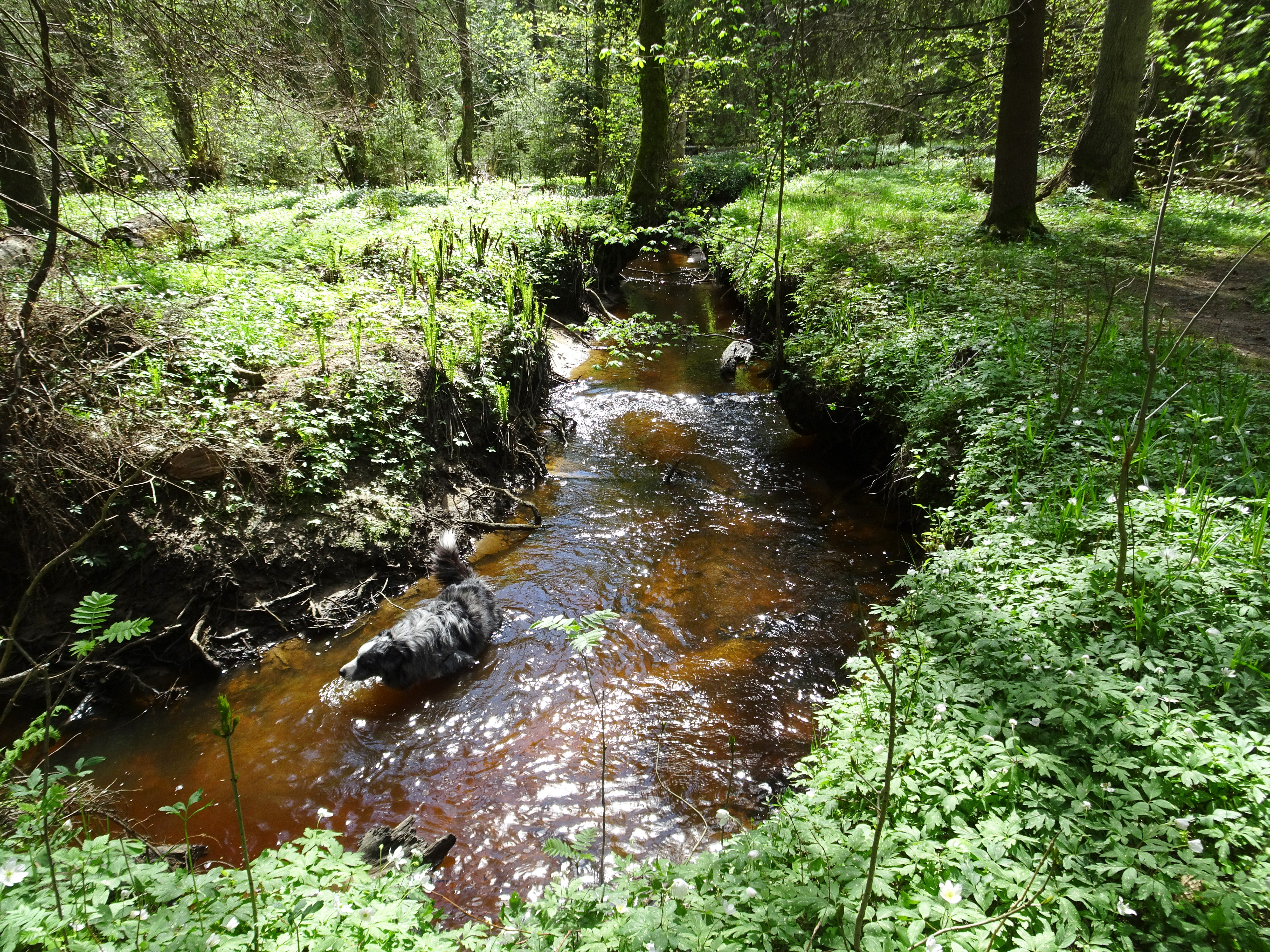
I Gullringskärrets naturreservat.
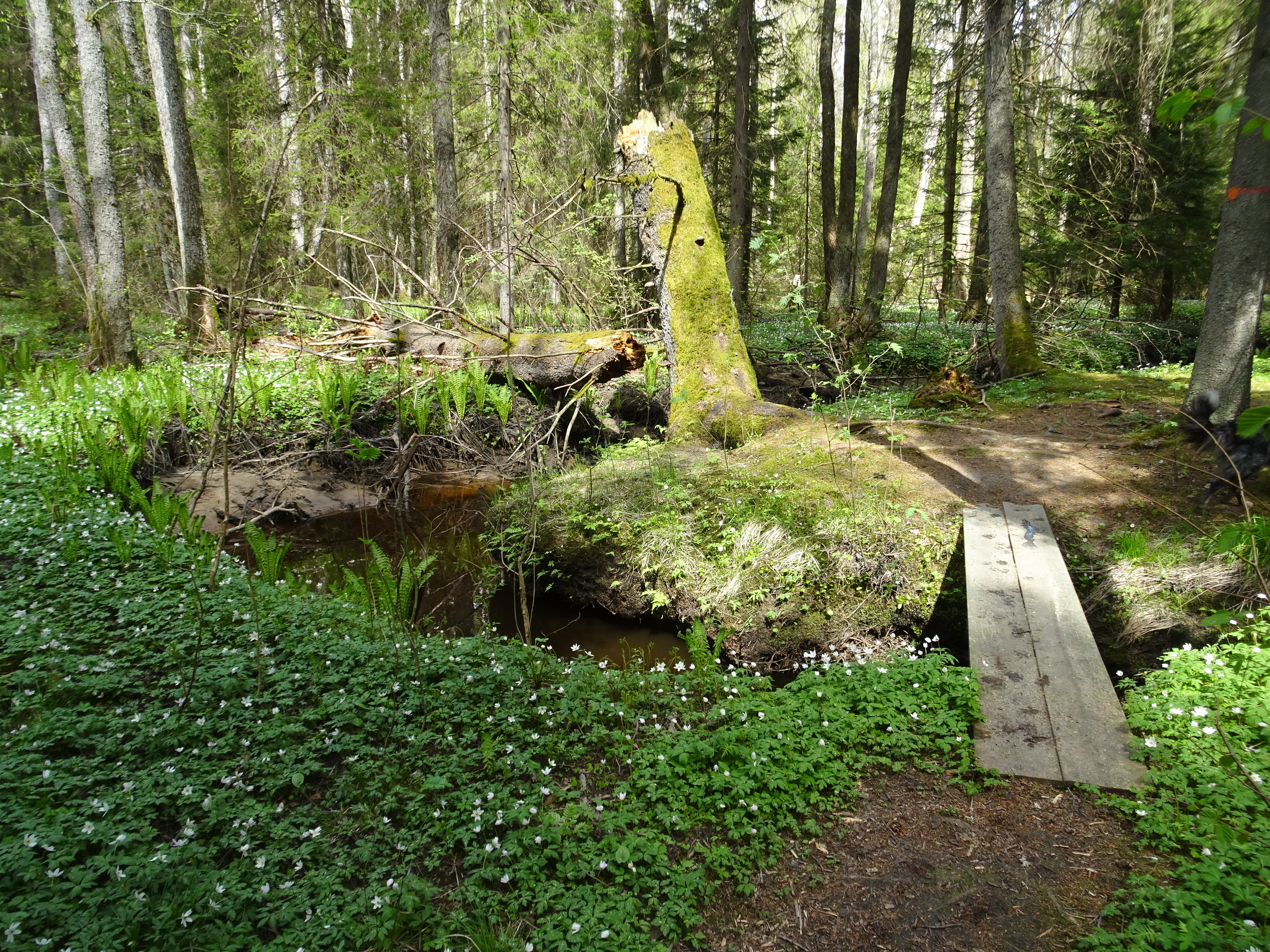
I Gullringskärrets naturreservat.
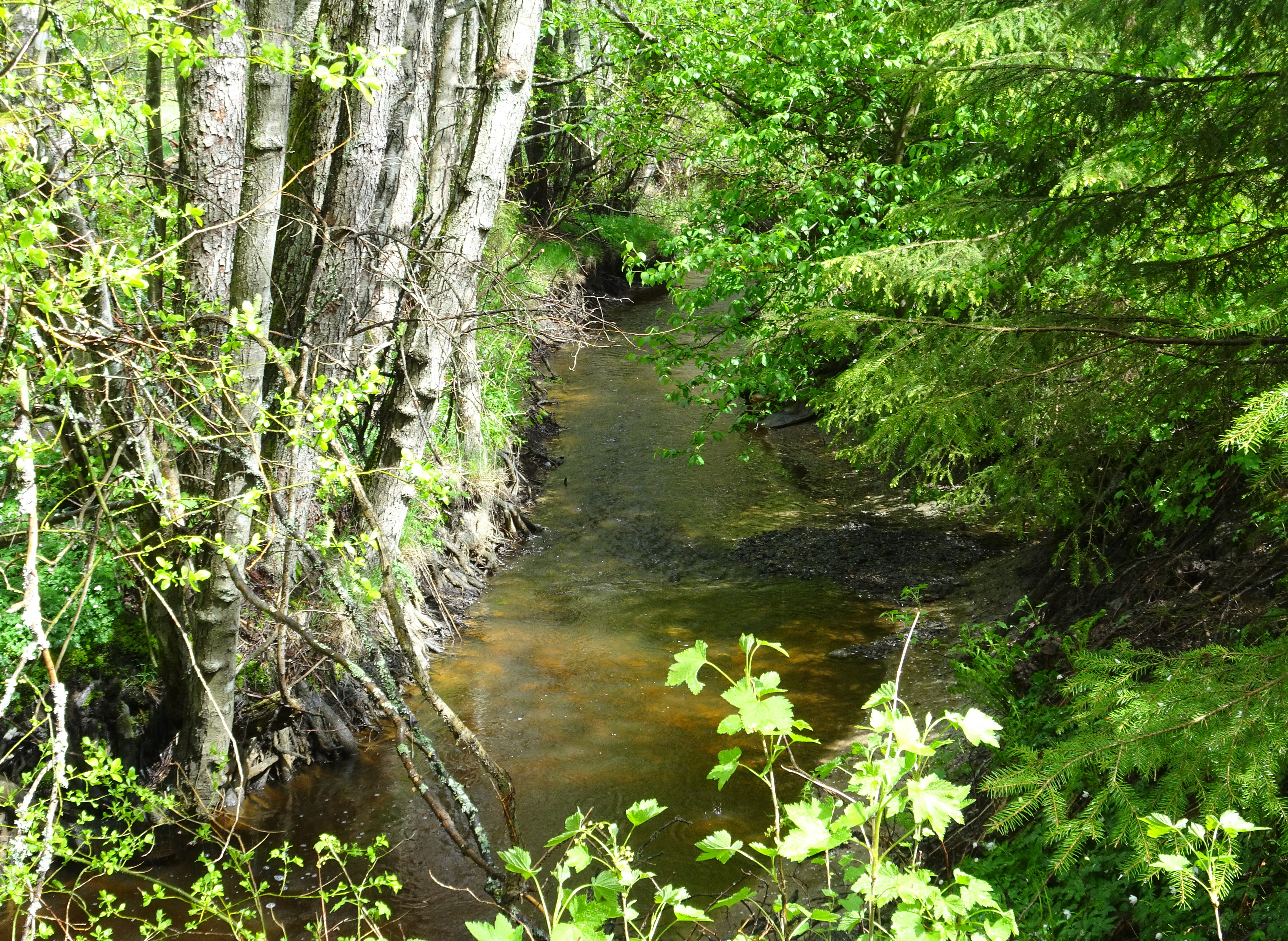
Öster om Gullringsvägen.